# Interludi
|  | Per a altres significats, vegeu «Festival Interludi». |

Un interludi és un fragment o peça musical breu que serveix de nexe entre dos moviments d'una composició instrumental o vocal. En la música d'església, pot ser una peça d'orgue, sovint improvisada entre dues estrofes d'una cançó. Pot servir per ajudar els cantants de la coral en la transició al to o acord següent. Dins de la fuga pot tenir una funció de modulació. Una forma particular d'interludi és l'intermezzo, una obra musical més elaborada.
Al teatre és una peça curta o entre dos actes o escenes d'una obra teatral més seriosa.